# Артюхов Іван Олександрович
Іван Олександрович Артюхов (23 лютого 1907, село Філіпково, тепер Калузької області, Російська Федерація — 3 лютого 1977, місто Київ) — учасник партизанського руху в Україні під час Другої світової війни.

## Життєпис
Народився в родині робітника-будівельника.
Член ВКП(б) з 1927 року.
До літа 1941 року працював начальником будівельної контори міста Шостки Сумської області.
У серпні 1941 року як досвідченого організатора його було залишено у Шостці для створення партизанського загону. У червні 1942 року загін влився у з'єднання під командуванням О. Сабурова. Від травня 1943 року — командир загону імені С. Будьонного, на базі якого в лютому 1944 створено однойменне з'єднання, яке під керівництвом Артюхова здійснило рейд по Волинській і Львівській областях та Люблінському воєводстві.
У 1945—1948 роках — секретар Печерського районного комітету КП(б)У міста Києва.
З 1948 року — на керівній роботі в харчовій промисловості УРСР. 
Помер в Києві 3 лютого 1977 року.
Нагороджений трьома орденами Червоного Прапора та іншими орденами й медалями.